# 超文本传输协议
超文本傳輸協定（英語：HyperText Transfer Protocol，縮寫：HTTP）是一種用於分佈式、協作式和超媒體信息系統的應用層協議。HTTP是全球資訊網的數據通信的基礎。
设计HTTP最初的目的是为了提供一种发布和接收HTML页面的方法。通过HTTP或者HTTPS协议请求的资源由统一资源标识符（Uniform Resource Identifiers，URI）来标识。
HTTP的发展是由提姆·柏內茲-李於1989年在歐洲核子研究組織（CERN）所發起。HTTP的標準制定由万维网协会（World Wide Web Consortium，W3C）和互联网工程任务组（Internet Engineering Task Force，IETF）進行協調，最终发布了一系列的RFC，其中最著名的是1999年6月公佈的 RFC 2616，定義了HTTP協議中現今廣泛使用的一個版本——HTTP 1.1。
2014年12月，互联网工程任务组（IETF）的Hypertext Transfer Protocol Bis（httpbis）工作小组将HTTP/2标准提议递交至IESG进行讨论，于2015年2月17日被批准。HTTP/2标准于2015年5月以RFC 7540正式发表，取代HTTP 1.1成为HTTP的实现标准。

## 协议概述
HTTP是一个客户端（用户）和服务端（网站）之间请求和应答的标准，通常使用TCP协议。通过使用網頁浏览器、网络爬虫或者其它的工具，客户端发起一个HTTP请求到服务器上指定端口（默认端口为80）。我们称这个客户端为用户代理程式（user agent）。应答的服务器上存储着一些资源，比如HTML文件和图像。我们称这个应答服务器为源服务器（origin server）。在用户代理和源服务器中间可能存在多个「中间层」，比如代理伺服器、网关或者隧道（tunnel）。
尽管TCP/IP协议是互联网上最流行的应用，但是在HTTP协议中并没有规定它必须使用或它支持的层。事实上HTTP可以在任何互联网协议或其他网络上实现。HTTP假定其下层协议提供可靠的传输。因此，任何能够提供这种保证的协议都可以被其使用，所以其在TCP/IP协议族使用TCP作为其传输层。
通常，由HTTP客户端发起一个请求，建立一个到服务器指定端口（默认是80端口）的TCP连接。HTTP服务器则在那个端口监听客户端的请求。一旦收到请求，服务器会向客户端返回一个状态，比如"HTTP/1.1 200 OK"，以及返回的内容，如请求的文件、错误消息、或者其它信息。

## 请求方法
HTTP/1.1协议中共定义了八种方法（也叫“动作”）来以不同方式操作指定的资源：
GET
向指定的资源发出「顯示」请求。使用GET方法應該只用在讀取資料，而不应当被用于产生「副作用」的操作中，例如在网络应用程序中。其中一个原因是GET可能会被網路爬蟲等随意访问。参见安全方法。浏览器直接发出的GET只能由一个url触发。GET上要在url之外带一些参数就只能依靠url上附带querystring。
HEAD
與GET方法一樣，都是向服务器发出指定资源的请求。只不过服务器將不傳回資源的本文部份。它的好處在於，使用这個方法可以在不必传输全部内容的情况下，就可以获取其中「關於該資源的元資訊（或稱元資料）」。
POST
向指定资源提交数据，请求服务器进行处理（例如提交表单或者上传檔案）。数据被包含在请求本文中。這個請求可能会建立新的资源或修改現有资源，或二者皆有。每次提交，表单的数据被浏览器用编码到HTTP请求的body里。浏览器发出的POST请求的body主要有两种格式，一种是application/x-www-form-urlencoded用来传输简单的数据，大概就是"key1=value1&key2=value2"这样的格式。另外一种是传文件，会采用multipart/form-data格式。采用后者是因为application/x-www-form-urlencoded的编码方式对于文件这种二进制的数据非常低效。
PUT
向指定资源位置上传其最新内容。
DELETE
请求服务器删除Request-URI所标识的资源。
TRACE
回显服务器收到的请求，主要用于测试或诊断。
OPTIONS
這個方法可使服务器傳回該资源所支持的所有HTTP请求方法。用'*'來代替資源名稱，向Web服务器发送OPTIONS请求，可以测试服务器功能是否正常運作。
CONNECT
HTTP/1.1协议中预留给能够将连接改为隧道方式的代理服务器。通常用於SSL加密伺服器的連結（經由非加密的HTTP代理伺服器）。
方法名称是区分大小写的。当某个请求所针对的资源不支持对应的请求方法的时候，服务器应当返回状态码405（Method Not Allowed），当服务器不认识或者不支持对应的请求方法的时候，应当返回状态码501（Not Implemented）。
HTTP服务器至少应该实现GET和HEAD方法，其他方法都是可选的。当然，所有的方法支持的实现都应当符合下述的方法各自的语义定义。
此外，特定的HTTP服务器还能够扩展自定义的方法。例如：
PATCH（由 RFC 5789 指定的方法）
用于将局部修改应用到资源。

### 安全方法
对于GET和HEAD方法而言，除了进行获取资源信息外，这些请求不应当再有其他意义。也就是说，这些方法应当被认为是“安全的”。客户端可能会使用其他“非安全”方法，例如POST，PUT及DELETE，应该以特殊的方式（通常是按钮而不是超链接）告知客户可能的后果（例如一个按钮控制的资金交易），或请求的操作可能是不安全的（例如某个文件将被上传或删除）。
但是，不能想当然地认为服务器在处理某个GET请求时不会产生任何副作用。事实上，很多动态资源会把这作为其特性。这里重要的区别在于用户并没有请求这一副作用，因此不应由用户为这些副作用承担责任。

### 副作用
假如在不考虑诸如错误或者过期等问题的情况下，若干次请求的副作用与单次请求相同或者根本没有副作用，那么这些请求方法就能够被视作“冪等(idempotence)”的。GET，HEAD，PUT和DELETE方法都有这样的幂等属性，同样由于根据协议，OPTIONS，TRACE都不应有副作用，因此也理所当然也是幂等的。
假如一个由若干请求组成的请求序列产生的结果，在重复执行这个请求序列或者其中任何一个或多个请求后仍没有发生变化，则这个请求序列便是“幂等”的。但是，可能出现一个由若干请求组成的请求序列是“非幂等”的，即使这个请求序列中所有执行的请求方法都是幂等的。例如，这个请求序列的结果依赖于某个会在下次执行这个序列的过程中被修改的变量。

### 對照表
| 請求方法 | RFC      | 請求有payload body | response有payload body | 安全的 | 冪等的 | 可快取的 |
| -------- | -------- | ------------------ | ---------------------- | ------ | ------ | -------- |
| GET      | RFC 9110 |                    | 是                     | 是     | 是     | 是       |
| HEAD     | RFC 9110 |                    | 否                     | 是     | 是     | 是       |
| POST     | RFC 9110 | 是                 | 是                     | 否     | 否     | 是       |
| PUT      | RFC 9110 | 是                 | 是                     | 否     | 是     | 否       |
| DELETE   | RFC 9110 |                    | 是                     | 否     | 是     | 否       |
| CONNECT  | RFC 9110 |                    | 是                     | 否     | 否     | 否       |
| OPTIONS  | RFC 9110 |                    | 是                     | 是     | 是     | 否       |
| TRACE    | RFC 9110 | 否                 | 是                     | 是     | 是     | 否       |
| PATCH    | RFC 5789 | 是                 | 是                     | 否     | 否     | 否       |

## 版本
超文本传输协议已经演化出了很多版本，它们中的大部分都是向下兼容的。在RFC 2145中描述了HTTP版本号的用法。客户端在请求的开始告诉服务器它采用的协议版本号，而后者则在响应中采用相同或者更早的协议版本。

### HTTP/0.9
已过时。只接受GET一种请求方法，没有在通讯中指定版本号，且不支持请求头。由于该版本不支持POST方法，因此客户端无法向服务器传递太多信息。

### HTTP/1.0
这是第一个在通讯中指定版本号的HTTP协议版本。

### HTTP/1.1
默认采用持续连接（Connection: keep-alive），能很好地配合代理服务器工作。还支持以管道方式在同时发送多个请求，以便降低线路负载，提高传输速度。
HTTP/1.1相较于HTTP/1.0协议的区别主要体现在：
- 缓存处理
- 带宽优化及网络连接的使用
- 错误通知的管理
- 消息在网络中的发送
- 互联网地址的维护
- 安全性及完整性

### HTTP/2
于2015年5月作为互联网标准正式发布。

### HTTP/3
最新版本，于2022年6月6日标准化为RFC9114。不依赖TCP，采用基于UDP的传输协议QUIC来承载应用层数据。

## 状态码
所有HTTP响应的第一行都是状态行，依次是当前HTTP版本号，3位数字组成的状态代码，以及描述状态的短语，彼此由空格分隔。
状态代码的第一个数字代表当前响应的类型：
- 1xx消息——请求已被服务器接收，继续处理
- 2xx成功——请求已成功被服务器接收、理解、并接受
- 3xx重定向——需要后续操作才能完成这一请求
- 4xx请求错误——请求含有词法错误或者无法被执行
- 5xx服务器错误——服务器在处理某个正确请求时发生错误

虽然 RFC 2616 中已经推荐了描述状态的短语，例如"200 OK"，"404 Not Found"，但是WEB开发者仍然能够自行决定采用何种短语，用以显示本地化的状态描述或者自定义信息。

## 持續連線
在HTTP 0.9和1.0中，TCP連線在每一次請求/回應對之後關閉。在HTTP 1.1中，引入了保持連線的機制，一個連接可以重複在多個請求/回應使用。持續連線的方式可以大大減少等待時間，因為在發出第一個請求後，雙方不需要重新執行TCP交握程序。
HTTP 1.1還改進了HTTP 1.0的頻寬。 例如，HTTP 1.1引入了分块传输编码，以允許傳遞內容可以在持續連線上被串流傳輸而不必使用到緩衝器。HTTP管道允許客戶端在收到每個回應之前發送多個請求，進一步減少用戶感受到的滯後時間。協議的另一個補充是字節服務，允許客戶端請求資源的某一部份，伺服器僅回應某資源的指明部分。

## 协议例子
下面是一个HTTP客户端与服务器之间会话的例子，运行于www.google.com，端口80

### 请求信息
发出的请求信息（message request）包括以下几个:
- 请求行（例如GET /images/logo.gif HTTP/1.1，表示从/images目录下请求logo.gif这个文件）
- 请求头（例如Accept-Language: en）
- 空行
- 其他消息体

请求行和标题必须以<CR><LF>作为结尾。空行内必须只有<CR><LF>而无其他空格。在HTTP/1.1协议中，所有的请求头，除Host外，都是可选的。

### 客户端请求
```
GET
 
/
 
HTTP
/
1.1

Host
:
 
www.google.com

```

（末尾有一个空行。第一行指定方法、资源路径、协议版本；第二行是在1.1版里必带的一个header作用于指定主机）

### 服务器应答
```
HTTP
/
1.1
 
200
 
OK

Content-Length
:
 
3059

Server
:
 
GWS/2.0

Date
:
 
Sat, 11 Jan 2003 02:44:04 GMT

Content-Type
:
 
text/html

Cache-control
:
 
private

Set-Cookie
:
 
PREF=ID=73d4aef52e57bae9:TM=1042253044:LM=1042253044:S=SMCc_HRPCQiqy

X9j;
 
expires=Sun, 17-Jan-2038 19:14:07 GMT; path=/; domain=.google.com

Connection
:
 
keep-alive

```

（紧跟着一个空行，并且由HTML格式的文本组成了Google的主页）
在HTTP1.0，单一TCP连接内仅执行一个“客户端发送请求—服务器发送应答”周期，之后释放TCP连接。在HTTP1.1优化支持持续活跃连接：客户端连续多次发送请求、接收应答；批次多请求时，同一TCP连接在活跃（Keep-Live）间期内复用，避免重复TCP初始握手活动，减少网络负荷和响应周期。此外支持应答到达前继续发送请求（通常是两个），称为「流线化」（stream）。

## 類似協議
Gopher是1990年代早期被HTTP取代的內容傳遞協議。SPDY是Google開發的HTTP的替代方案，它被新版本的HTTP協議HTTP/2所取代。